# Hypsosinga groenlandica
Hypsosinga groenlandica är en spindelart som beskrevs av Simon 1889. Hypsosinga groenlandica ingår i släktet Hypsosinga och familjen hjulspindlar. Inga underarter finns listade i Catalogue of Life.